# Zehnacker
Zehnacker é uma comuna francesa na região administrativa de Grande Leste, no departamento Baixo Reno. Estende-se por uma área de 2,17 km². Em 2010 a comuna tinha 251 habitantes (densidade: 115,7 hab./km²).